# 32066 Ramayya
32066 Ramayya è un asteroide della fascia principale. Scoperto nel 2000, presenta un'orbita caratterizzata da un semiasse maggiore pari a 2,3231817 au e da un'eccentricità di 0,0540474, inclinata di 7,35780° rispetto all'eclittica.
L'asteroide è dedicato alla studentessa statunitense Shreya Sundaresh Ramayya.